# Egebaksande
Egebaksande er et landbrugsområde dannet sidst i tørlægning af Sjørring Sø i 1862-1863 og ligger i Vang Sogn, Hundborg Herred, Thisted Amt, Thisted Kommune.
Egebaksande Gods er på 227 hektar. Hovedbygningen blev opført i 1863 og var beboet frem til 2007, hvorefter den forfaldt og i 2017 var klar til at blive fjernet. Gården nedbrændte i januar 2022.

## Ejere af Egebaksande
- (1862-1870) Jens Christian Henrik Claudius Jagd
- (1870-1885) Jakob Frederik Scavenius
- (1885-1903) Frederik Scavenius
- (1903-1928) I. P. Hansen
- (1928-1934) E. Dahm / N. Ludvig Toft
- (1934-1964) N. Ludvig Toft
- (1964-1977) Hans Carl Toft
- (1977-1982) Hans Carl Toft / Grethe Toft gift Stief
- (1982-2007) Grethe Toft gift Stief
- (2007-2012) Marie Østlund
- (2012-2013) Nykredit[1]
- (2013-2016) Niels Jørgen Toft Pedersen[1][3]
- (2016-2017) Nykredit[3]
- (2017-) Jørgen Holm Westergaard[3]